# Daidalion
Daidalion (altgriechisch Δαιδαλίων Daidalíōn) ist eine Gestalt der griechischen Mythologie. Er ist der Sohn des Hesperos (Lucifer) und der Bruder des Keyx, des Königs der Trachinier. Anders als sein friedliebender Bruder war er eine kriegerische Natur.
Daidalion war der Vater der Chione (oder Philonis).
Daidalions Tochter Chione war eine Schönheit und wurde dementsprechend von vielen Männern hofiert. Zu ihren Werbern zählten Apollon und Hermes. Als sie vierzehn Jahre alt war, wurde sie erst von Hermes, dann von Apollo vergewaltigt. Von beiden wurde sie schwanger und gebar Zwillinge: Philammon, der Sänger und Lyraspieler, der Apollons Sohn war, und Autolykos, listig und gescheit, der Sohn des Hermes.
Chione erhob sich später über Artemis und wurde von dieser mit einem Pfeil erschossen. Aus Trauer und Zorn darüber sprang Daidalion vom Parnass, wurde aber von Apollon aus Mitleid in einen Falken verwandelt.